# Evelyn Murphy

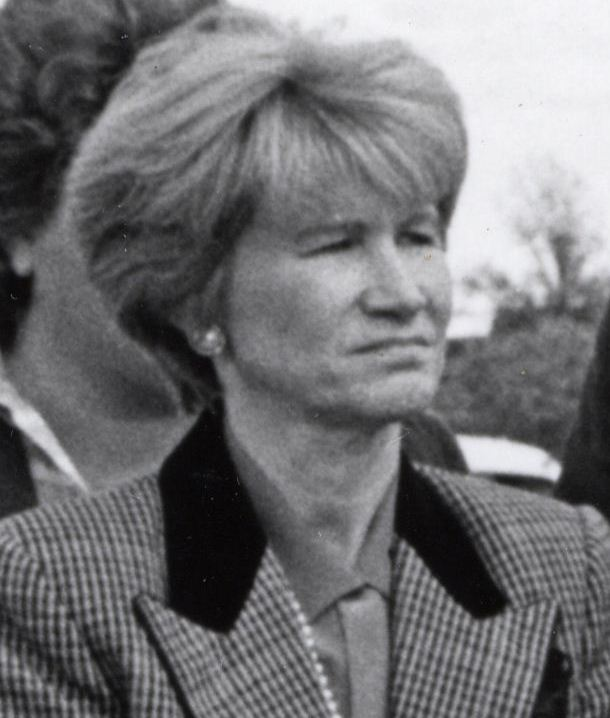

Evelyn F. Murphy (* 14. Mai 1940 in Ancón, Panama) ist eine US-amerikanische Politikerin. Zwischen 1987 und 1991 war sie Vizegouverneurin des Bundesstaates Massachusetts.

## Werdegang
Evelyn Murphy wurde in Panama geboren, wo ihr Vater als Soldat der US Army in der Kanalzone stationiert war. Bereits kurz nach ihrer Geburt kam sie zu ihren Großeltern nach Massachusetts. Sie absolvierte die Duke University in North Carolina und die Columbia University in New York City. Ihre Fachgebiete waren Mathematik und Wirtschaft. Politisch schloss sie sich der Demokratischen Partei an. Zwischen 1975 und 1979 war sie Ministerin für Umwelt der Staatsregierung von Massachusetts. Im Jahr 1979 wurde sie von Präsident Jimmy Carter zur Vorsitzenden des National Advisory Committee on Oceans and Atmosphere berufen. 1982 strebte sie erfolglos die Nominierung ihrer Partei für die Wahl zum Vizegouverneur an. Diese ging an John Kerry. Von 1983 bis 1985 war Murphy Wirtschaftsministerin ihres Staates.
1986 wurde Evelyn Murphy an der Seite von Michael Dukakis zur Vizegouverneurin von Massachusetts gewählt. Dieses Amt bekleidete sie zwischen 1987 und 1991. Dabei war sie Stellvertreterin des Gouverneurs. Das Verhältnis zu Dukakis war aber eher schlecht. 1990 beabsichtigte Murphy in den Gouverneursvorwahlen zu kandidieren. Sie zog diese Bewerbung aber nach politischen Differenzen mit Dukakis und angesichts ihrer sinkenden Umfragewerte wieder zurück.
Im Jahr 1991 begann Murphy eine Laufbahn in der freien Wirtschaft, in der sie bis heute tätig ist. Sie wurde Verwaltungsdirektorin verschiedener Unternehmen und Organisationen einschließlich einiger Banken. Zwischenzeitlich gründete sie das Blue Cross HealthCare Policy Institute. Sie machte sich auch durch das WAGE-Projekt einen Namen, das sich für die Lohngleichheit zwischen Männern und Frauen einsetzt. Im Lauf ihres Lebens erhielt sie zahlreiche Auszeichnungen auf Bundes-, Staats- und Kommunalebene.